# Leopold Kozłowski-Kleinman

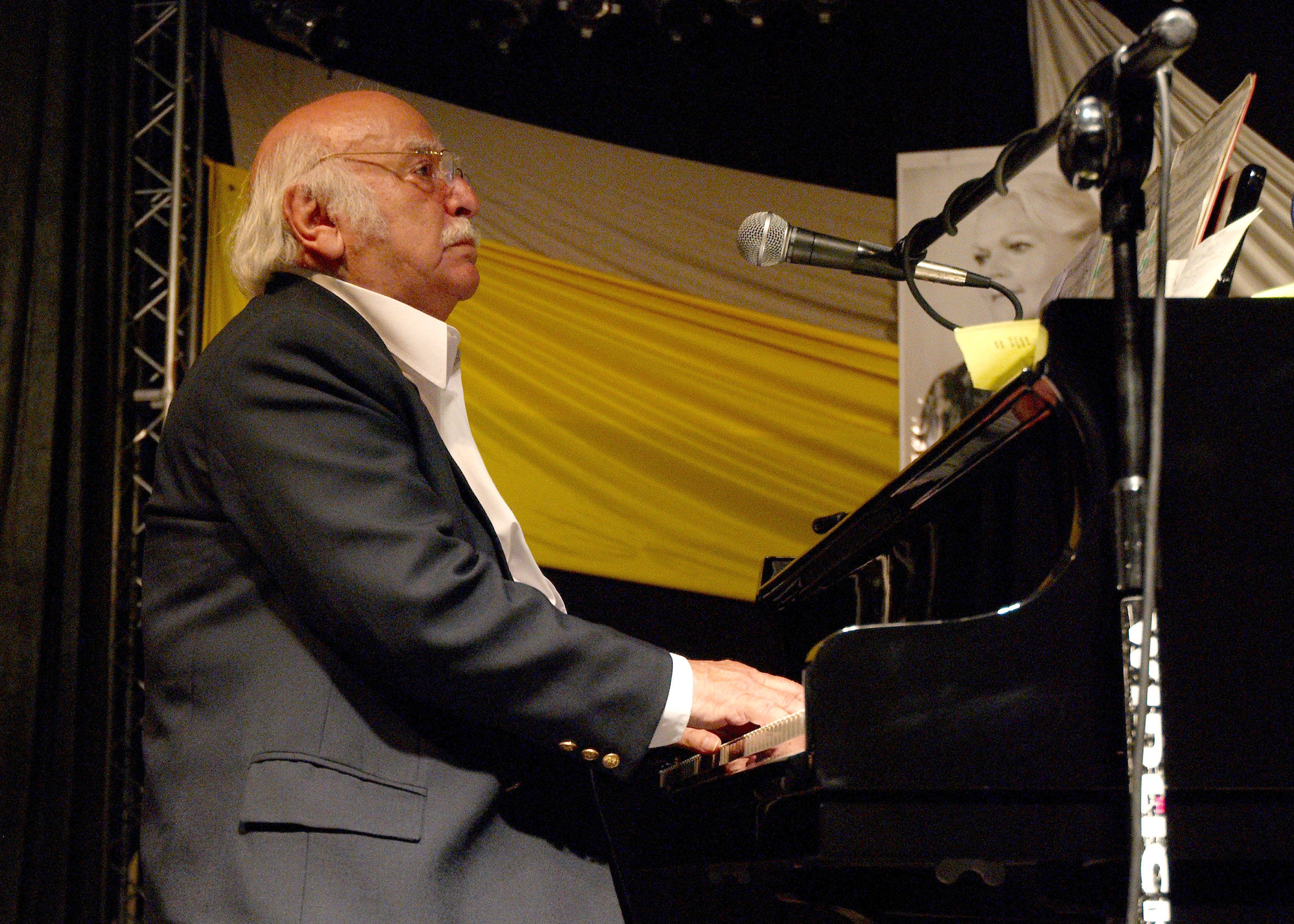
Leopold Kozłowski-Kleinman, 2007

Leopold Kozłowski-Kleinman, geboren als Pesach Kleinman (* 26. November 1918 in Peremyschljany; † 12. März 2019 in Krakau), war ein polnischer Pianist, Komponist und Dirigent, der als „letzter Klezmermusiker Galiziens“ bekannt war.

## Leben
Er wurde als Pesach Kleinman in eine Musikerfamilie geboren. Sein Großvater war der Klezmermusiker Pesach Brandwein, und auch seine neun Söhne leiteten Familienorchester in Galizien; der Klarinettist Naftuli Brandwein wanderte 1908 nach New York aus und wurde dort als King of Jewish Music bekannt. Pesachs Vater Tsvi-Hirsch übernahm den Mädchennamen seiner Mutter Kleinman. Während Pesach zunächst Akkordeon, später Klavier spielte, zeigte sich sein jüngerer Bruder Yitzchak als hochbegabter Geiger. Anfang der 1930er Jahre traten beide mit ihrem Vater auf. Dieser legte großen Wert auf eine klassische Musikausbildung und schickte sie an das Konservatorium von Lemberg, wo sie 1941 ihr Studium abschlossen.
Seit der Teilung Polens 1939 hatte Lemberg zur sowjetischen Ukraine gehört. Beim Beginn des deutschen Krieges gegen die Sowjetunion versuchten beide Brüder und ihr Vater, der abziehenden Roten Armee zu folgen, wurden aber in der Nähe von Kiew von den deutschen Truppen überholt, woraufhin sie in ihre Heimatstadt zurückkehrten. Als die Gestapo anordnete, dass sich die männliche jüdische Bevölkerung im Alter über 18 Jahren auf dem Marktplatz in Peremyschljany einzufinden habe, flohen beide Brüder, wurden aber bald aufgegriffen und kamen in ein Nebenlager des Zwangsarbeitslagers Lemberg-Janowska, wo sie in das Lagerorchester kamen. Ihre Eltern wurden in dieser Zeit ermordet.
1943 gelang beiden Brüdern die Flucht, und sie schlossen sich einer jüdischen Partisaneneinheit, später der Polnischen Heimatarmee an. Sein Bruder wurde bei einer Aktion der Partisanen tödlich verwundet. Kleinman ging nach Kriegsende nach Krakau. Um antisemitischen Verfolgungen in Polen zu entgehen, änderte er seine jüdischen Nachnamen in das polnische Kozłowski. Er trat in die polnische Armee ein und leitete bis 1968 im Rang eines Obersts eines der bedeutendsten Militärorchester des Landes.
Die antizionistische Kampagne Władysław Gomułkas beendete seine Laufbahn bei der polnischen Armee, und er fand Arbeit beim Jiddischen Theater. Er wirkte dort als Komponist und unterrichtete Schauspieler in der authentischen jiddischen Intonation. Erst 1985 konnte er erstmals in die USA reisen, wo er die Vertreter der dort neubelebten Klezmermusik traf. Der Filmemacher und Musiker Yale Strom, mit dem er seit Anfang der 1980er Jahre befreundet war, drehte 1990 den Film At the Crossroads: Jewish Life in Eastern Europe Today, in dem auch Kozłowski aus seinem Leben berichtete und als Musiker zu hören war, und 1994 den Film The Last Klezmer: Leopold Kozlowski, His Life and Music.
Steven Spielberg suchte ihn auf, als er Originalschauplätze für seinen Film Schindlers Liste besichtigte, und engagierte ihn als musikalischen Berater für seinen Film. Im Alter von über 90 Jahren nahm Kozłowski an internationalen Festivals teil und trat regelmäßig im Krakauer Klezmer Hois auf. Beim jüdischen Kulturfestival in Krakau gab er noch bis 2017 jedes Jahr ein Konzert mit seinen Schülern.